# Tebat Ijuk
Tebat Ijuk is een bestuurslaag in het regentschap Kerinci van de provincie Jambi, Indonesië. Tebat Ijuk telt 1263 inwoners (volkstelling 2010).